# Abu-Zayyan II
Abu-Zayyan (II) Muhàmmad ibn Abi-Hammú o, més senzillament, Abu-Zayyan II fou emir de la dinastia abdalwadita de Tremissèn (Tlemcen).
El 1389, a la mort del seu pare, era governador d'Alger, i va intentar assolir el poder però va fracassar i va fugir a la cort marínida d'Abu l-Abbas Ahmad
El 1393 el soldà marínida va organitzar una expedició que el va proclamar emir en el lloc d'Abu-l-Hajjadj I (novembre/desembre de 1393). Va romandre fidel vassall dels marínides. Va protegir a poetes, savis i artistes.
El 1398 a conseqüència del saqueig de Torreblanca i altres atacs corsaris, Martí l'Humà atacà Tedelis, aconseguint recuperar una custòdia amb l'Hòstia Consagrada. L'any següent, el rei va Martí l'Humà va ordenar repetir la campanya, aquest cop contra Bona (Bône). El 1399 fou enderrocat per son germà Abu-Muhàmmad I, i va fugir cap a l'est; va buscar suport entre tribus àrabs i amazigues i durant quatre anys va anar errant d'un lloc a l'altra fins que fou traïdorament assassinat per Muhammad ibn Masud al-Wazany que l'havia donat hospitalitat.